# Eupterote chinensis
Eupterote chinensis är en fjärilsart som beskrevs av John Henry Leech 1898. Eupterote chinensis ingår i släktet Eupterote och familjen Eupterotidae. Inga underarter finns listade i Catalogue of Life.